# Хосокава Фудзитака
Хосокава Фудзитака (细川藤孝? , 3 июня 1534 — 6 октября 1610) — японский самурай и даймё конца периода Сэнгоку. Известен также как Хосокава Юсай (细川幽斎?).

## Биография
Представитель знатного самурайского рода Хосокава. Перешёл на службу к крупному полководцу Оде Нобунаге, который наградил его поместьем в провинции Танго.
Хосокава Фудзитака сражался за стороне Оды Нобунаги против членов секты Икко, базировавшихся в неприступном храме Исияма Хонгандзи.
В 1582 году после гибели Оды Нобунаги в Киото Хосокава Фудзитака отказался перейти на сторону мятежного военачальника Акэти Мицухидэ, объявившего себя сёгуном. Хосокава Тадаоки, старший сын Фудзитака, был женат на Грации, дочери Акэти Мицухидэ. Несмотря на это, Хосокава Фудзитака не присоединился к Акэти Мицухидэ в битве при Ямадзаки. Впоследствии он сражался на стороне Тоётоми Хидэёси на острове Кюсю и против рода Го-Ходзё из Одавара.
Хосокава Фудзитака обрил голову и принял монашество, принял имя Юсай и передал свои полномочия старшему сыну Тадаоки. Несмотря на это, Хосокава Фудзитака продолжал играть активную роль в политической жизни в качестве советника при Тоётоми Хидэёси и Токугава Иэясу.
Тоётоми Хидэёси в 1586 году передал во владение Хосовака Фудзитака домен в провинции Ямасиро с доходом 3000 коку, а в 1595 году добавил ему ещё 3000 коку.
В 1600 году Исида Мицунари просил Хосокава Фудзитака присоединиться к западной армии, но последний отказался и перешёл на сторону Токугава Иэясу. Фудзитака возглавил оборону замка Танабе, который ему принадлежал, имея под своим командованием около 500 солдат. Этот даймё пользовался таким почтением, что некоторые командиры западной армии, с неохотой участвовали в этой операции, «забывали» заряжать свои орудия перед стрельбой по крепости. Данное обстоятельство, несомненно, способствовало затягиванию осады и отвлекало часть западной армии от Сэкигахара.
В октябре 1610 года 76-летний Хосокава Фудзитака Юсай скончался и был похоронен в Киото.